# Signal de téléphonie mobile
Le signal de téléphonie mobile « A » (ou « accueil ») est la force du signal (mesuré en dBm) reçu par un téléphone mobile du réseau mobile auquel il est connecté. Il varie en fonction de différents facteurs, tels que la proximité de la station émettrice, les obstacles comme des bâtiments (murs, cage d'ascenseur), des arbres ou le relief. La plupart des appareils mobiles qui utilisent des ondes radios utilisent un ensemble de barres de différentes hauteurs pour afficher la force du signal, à l'endroit où se trouve l'appareil. Traditionnellement cinq barres sont utilisées.

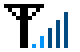
Affichage des 5 barres de réception sur un écran de téléphone mobile

Généralement, un signal fort est plus facile à obtenir dans une zone urbaine, là ou il y a le plus d'antennes, bien que les zones urbaines aient quelques « zones mortes » où la réception ne peut pas être établie. Au contraire, dans certaines zones rurales ou faiblement peuplées, il est parfois difficile d'obtenir un signal stable, même si les fournisseurs de téléphonie mobile tentent de mettre en place des antennes-relais dans les zones les plus susceptibles d'être occupées par les utilisateurs, comme le long des principales autoroutes par exemple. Le but est de limiter, les zones blanches ; même certains parcs nationaux et d'autres destinations touristiques populaires, éloignées des zones urbaines, ont maintenant une réception correcte. Par exemple, en 2014, plus de 99 % de la population française et plus de 97 % du territoire sont couverts en 2G ou 3G par au moins un des opérateurs mobiles.

## Améliorer la réception
Dans une zone où le signal est normalement stable, certains facteurs peuvent venir perturber la réception, ce qui la rend soit plus forte, soit plus faible, pouvant alors aller jusqu'à causer des interférences interdisant l'utilisation du téléphone. Par exemple, un bâtiment avec des murs épais peut empêcher un téléphone mobile ou un téléphone sans fil d'être utilisé. Beaucoup de zones souterraines, tels que les tunnels et les stations de métro, empêchent la réception du signal (forte atténuation due aux matériaux traversés qui absorbent les ondes UHF). En outre, la météo et le volume de trafic sur le réseau peuvent aussi influer sur la force du signal.
Certaines entreprises essaient de vendre des dispositifs qui, installés dans un téléphone mobile, pourraient améliorer la réception dans une région. Cependant aucun de ces dispositifs n'ont à ce jour prouvé leur efficacité scientifiquement.
Une façon d'améliorer la réception est d'acheter une femtocell à son opérateur de réseau mobile ; cette femtocell remplace localement l'antenne relais dont le signal est insuffisant avec une portée de quelques dizaines de mètres.

## Les zones mortes
La force du signal dépend donc de la distance entre le terminal mobile et l'antenne, mais aussi des obstacles qui entravent les ondes radios. Les zones où les téléphones cellulaires ne peuvent pas transmettre ou recevoir de signal radio d'une antenne-relais de téléphonie mobile voisine (une station de base, ou un Node B) sont connues comme "zones mortes". Dans ces zones, le téléphone mobile est dit être dans un état "non connecté". Les zones mortes sont généralement des zones où le service de téléphone cellulaire n'est pas disponible parce que le signal entre le téléphone et le antenne relais est trop faible ou bloqué par un obstacle. Ceci se produit généralement en terrain accidenté, sur une autoroute ou bien à cause d'un feuillage excessif ou d'une distance trop grande entre émetteur et récepteur, ou encore dans de grands bâtiments comme certaines usines ou supermarchés.
Plusieurs facteurs peuvent causer ces zones mortes qui existent même dans des endroits où les opérateurs offrent une couverture radio, en raison de l'architecture, de la densité limitée du réseau de téléphonie mobile, des interférences avec d'autres sites cellulaires, ou de la topographie. Puisque les téléphones mobiles reposent sur les ondes radio, et que les ondes radio voyagent dans l'atmosphère qui peut facilement les atténuer (en fonction des conditions météorologiques, notamment la pluie), les téléphones mobiles peuvent assez vite montrer leurs limites. Comme d'autres transmissions radio, les appels téléphoniques mobiles peuvent être interrompus par des bâtiments de grande  taille, le relief, les arbres ou autres.
Les fournisseurs de services mobiles cherchent à améliorer et à moderniser leur réseau en augmentant le nombre d'antennes, afin de minimiser le risque d'avoir des appels interrompus en cours de conversation, des échecs d'accès au réseau, et des zones mortes ou zones non couvertes.

## Appels interrompus
"Appel interrompu" est un terme commun pour désigner une communication téléphonique mobile qui est interrompue de manière inattendue pour des raisons techniques, y compris le déplacement du mobile dans une zone morte . Dans ce cas, le téléphone mobile se déplace hors de portée des antennes du réseau de l'opérateur mobile. Un appel actif peut ne pas être maintenu à travers le réseau d'un autre opérateur (et les appels ne peuvent pas être redirigés vers le réseau téléphonique commuté traditionnel), ce qui entraîne la coupure de l'appel, lorsque le signal radio ne peut être maintenu entre le téléphone et le réseau de l'opérateur.
Une autre cause survient lorsque le téléphone se déplace dans une zone où il n'y a pas de ressources radio disponible pour continuer la communication mobile (réseau saturé). Du point de vue du réseau, c'est la même situation que celle du mobile se déplaçant hors de la zone de couverture.
Des interférences sur un canal radio ou le brouillage par un canal adjacent peuvent également être responsables des appels interrompus dans un réseau mobile. Des cellules voisines avec les mêmes fréquences interfèrent les unes avec les autres, entraînant la détérioration de la qualité du service et peuvent être la cause d'appels interrompus.
Des problèmes de transmission sont également une cause possible d'appels interrompus. Un autre problème peut être un émetteur-récepteur défectueux (TRX) à l'intérieur de la station de base.
Des appels peuvent aussi être interrompus si le téléphone mobile de l’appelé vide sa  batterie en pleine communication ou quitte sa zone de couverture.
Les taches solaires et les éruptions solaires sont rarement considérées comme une cause d'interférence conduisant à des appels abandonnés.
La survenue de trop nombreuses coupures d'appels est l'une des plaintes les plus courantes chez les clients des opérateurs mobiles. Ils ont tenté de répondre aux plaintes de diverses manières, y compris par l'extension de leur couverture réseau, ou par l'augmentation de la capacité des cellules, et certains offrent en contrepartie des remboursements pour chaque appel coupé[réf. souhaitée].
Des amplificateurs de signal sont commercialisés pour réduire les problèmes dus aux appels interrompus et aux zones mortes. D'autres options, telles que des unités sans fil[Quoi ?] et l'ajout d'antennes relais  (femtocells), sont destinées à aider au renforcement des signaux radio.

## ASU
L'ASU ou « Arbitrary Strength Unit » est une valeur entière (échelle logarithmique), proportionnelle à la force du signal reçu, mesurée par le téléphone mobile (à ne pas confondre avec la procédure RRC : Active Set Update (ASU) qui permet d'ajouter ou supprimer des cellules 3G au jeu des cellules actives (active set) pour améliorer la macro-diversité).
Il est aussi possible de calculer la puissance du signal réel reçu, mesuré en dBm (et donc la puissance en watts), mais les ASU sont différentes selon le type de réseaux : 2G, 3G ou 4G :
- Dans les réseaux GSM, l'ASU est dérivé de la RSSI (l'indicateur de puissance du signal reçu, voir TS 27.007).

```
 P (en dBm) = 2 * ASU - 113, ASU dans la gamme de 0 à 31 et 
 ASU  = (P (en dBm) + 113) / 2, P étant négatif est dans la gamme -51 à -113 dbm
```

- Dans les réseaux UMTS, l'ASU est dérivé de la RSCP (en) (puissance reçue sur les codes de contrôle, voir norme ETSI TS 25.125)[2]

```
 P (en dBm) = ASU - 116, ASU dans la gamme de -5 à 91 et
 ASU  = P (en dBm) + 116, P est dans la gamme -121 à -25 dbm
```

Dans les 2 cas une valeur de 0 pour l'ASU correspond au signal minimum permettant d'établir ou de maintenir une communication ; plus cette valeur est élevée, meilleurs sont le signal et la communication.